# Miloš Degenek
Miloš Degenek (* 28. dubna 1994 Knin) je australský profesionální fotbalista, který hraje na pozici středního obránce za srbský klub FK Crvena zvezda a za australský národní tým.

## Klubová kariéra
S kariérou začal v TSV 1860 München v roce 2015. V roce 2017 přestoupil do Yokohama F. Marinos. V roce 2018 přestoupil do FK Crvena zvezda. V sezónách 2019/20 a 2020/21 tým vyhrál srbskou ligu.

## Reprezentační kariéra
Degenek odehrál za australský národní tým v letech 2016–2021 celkem 31 reprezentačních utkání. S australskou reprezentací se zúčastnil Mistrovství světa ve fotbale 2018.

## Statistiky
| Austrálie | Austrálie | Austrálie |
| Roky      | Záp.      | Góly      |
| --------- | --------- | --------- |
| 2016      | 5         | 0         |
| 2017      | 10        | 0         |
| 2018      | 5         | 1         |
| 2019      | 8         | 0         |
| 2020      | 0         | 0         |
| 2021      | 3         | 0         |
| Celkem    | 31        | 1         |

## Úspěchy

### Klubové
FK Crvena zvezda
- Srbská SuperLiga: 2018/19, 2019/20, 2020/21